# Protéine-kinase activée par l'adénosine monophosphate
La protéine-kinase activée par l'adénosine monophosphate ou AMPK (pour « AMP-activated protein kinase ») est une protéine ayant fonction d'enzyme, intervenant dans le métabolisme énergétique.
Elle ne doit pas être confondue avec la protéine-kinase AMPc-dépendante, aussi appelée PKA, qui est elle dépendante de l'AMP cyclique.

## Structure
Cette protéine est formée de trois sous-unités, α, β et γ. Chacune de ces trois sous-unités présentent plusieurs isoformes (α1, α2, β1, β2, γ1, γ2, et γ3), qui sont codées par sept gènes dont certains subissent des épissages alternatifs, aboutissant ainsi à une diversité importante d’hétérotrimères. 

## Rôles
L'adénosine monophosphate (AMP) se fixe sur cette enzyme, l'activant et entraînant la phosphorylation de nombreuses autres enzymes, dont le TSC2 et le RPTOR, tous deux inhibant la voie du mTOR. Le taux d'AMP étant corrélé avec le statut énergétique de la cellule, l'AMPK est en quelque sorte un senseur énergétique.
Au niveau cardiaque, il est activé par le stress ainsi que par le passage en fibrillation atriale.